# 2018 au Belize
Chronologie du Belize
- 2014
- 2015
- 2016
- 2017
- 2018
- 2019
- 2020
- 2021
- 2022

Cet article présente les faits marquants de l'année 2018 au Belize.

## Gouvernement
- Monarque : Élisabeth II
- Gouverneur général : Colville Young
- Premier ministre : Dean Barrow

## Statistiques
- le taux de chômage des femmes est trois fois supérieur (16 %) à celui des hommes  (5 %)[1].

## Évènements

### Janvier
- 9 janvier : un séisme d'une magnitude de 7,6 a lieu près des Îles Swan, au large du Honduras. Une alerte au tsunami est lancée pour les côtes béliziennes[2].

### Février
- 13 février : le gouvernement approuve la création du plus grand corridor biologique d'Amérique centrale. Couvrant 110 km2, il permet de relier la Réserve naturelle de Shipstern (réserve privée) et la réserve forestière de Freshwater Creek, facilitant les déplacements des jaguars, pumas et tapirs[3].

### Mars
- 7 mars : Élections municipales béliziennes.
- 9 mars : lancement de La Ruta Maya (en), course de canoë-kayak sur quatre jours[4].

### Avril
- 4 au 15 avril : Jeux du Commonwealth.

### Mai
- 18 - 20 mai : Chocolate Festival of Belize[5].

### Juin
- Saison cyclonique 2018 dans l'océan Atlantique nord.
- 15 juin : le ministre de l'Agriculture Godwin Hulse signe le Règlement sur la protection des mangroves qui entrera en vigueur le 23 juin[6].
- 26 juin : l'Unesco retire le récif corallien du Belize de sa liste du patrimoine en danger[7].

### Juillet
- 6 juillet : l'artiste bélizienne Katie Numi Usher est lauréate du Prix Bridget Jones pour les études caribéennes[8].
- 16 - 17 juillet : visite de Joseph Wu, ministre des Affaires étrangères taïwanais[9].

### Août
- 25 août : Jenelli Fraser (en) est nommée Miss Universe Belize[10].

### Septembre
- 5 septembre : en raison d'une augmentation de la violence des gangs (6 personnes tuées entre le 31 août et le 1er septembre), le gouvernement instaure l’État d'urgence dans la partie sud de Belize City[11].
- 21 septembre : Fête nationale.

### Octobre
- 6 au 18 octobre : Jeux olympiques de la jeunesse.
- 29 octobre : Championnat de Bodybuilding pour le titre de Mr. Belize au Bliss Center for the Performing Arts[12].

### Novembre
- x

### Décembre
- 2 décembre : une équipe de scientifiques plonge pour explorer le Grand Trou Bleu (124 m de profondeur). La plongée est diffusée en direct sur Discovery Channel[13].

## Sport
- Tournoi de clôture du championnat du Belize de football 2018
- Tournoi d'ouverture du championnat du Belize de football 2018

## Décès
- 11 avril : Phillip Pipersburg, sprinter ayant participé aux jeux olympiques d'été de 1984.
- 5 août : Alan Rabinowitz, zoologiste américain et fondateur du Sanctuaire faunique du bassin Cockscomb au Belize[14].
- 17 septembre : Dean Lindo, homme politique, l'un des principaux fondateurs et premier président du Parti démocratique uni.
- 12 décembre : Jane Ellen Usher, politicienne.